# Gyps himalayensis
Il grifone dell'Himalaya (Gyps himalayensis Hume, 1869) è un avvoltoio del Vecchio Mondo della famiglia degli Accipitridi. Strettamente imparentato con il grifone eurasiatico (G. fulvus), tanto da essere un tempo considerato una sua sottospecie, è presente lungo tutta la catena dell'Himalaya e nell'altopiano tibetano a essa adiacente. È una delle due specie più grandi di avvoltoi del Vecchio Mondo, nonché della famiglia degli Accipitridi.

## Descrizione
| Dimensioni |              |
| Lunghezza  | 1030–1150 mm |
| Becco      | 71–77 mm     |
| Ala        | 755–805 mm   |
| Coda       | 355–405 mm   |
| Tarso      | 110–126 mm   |

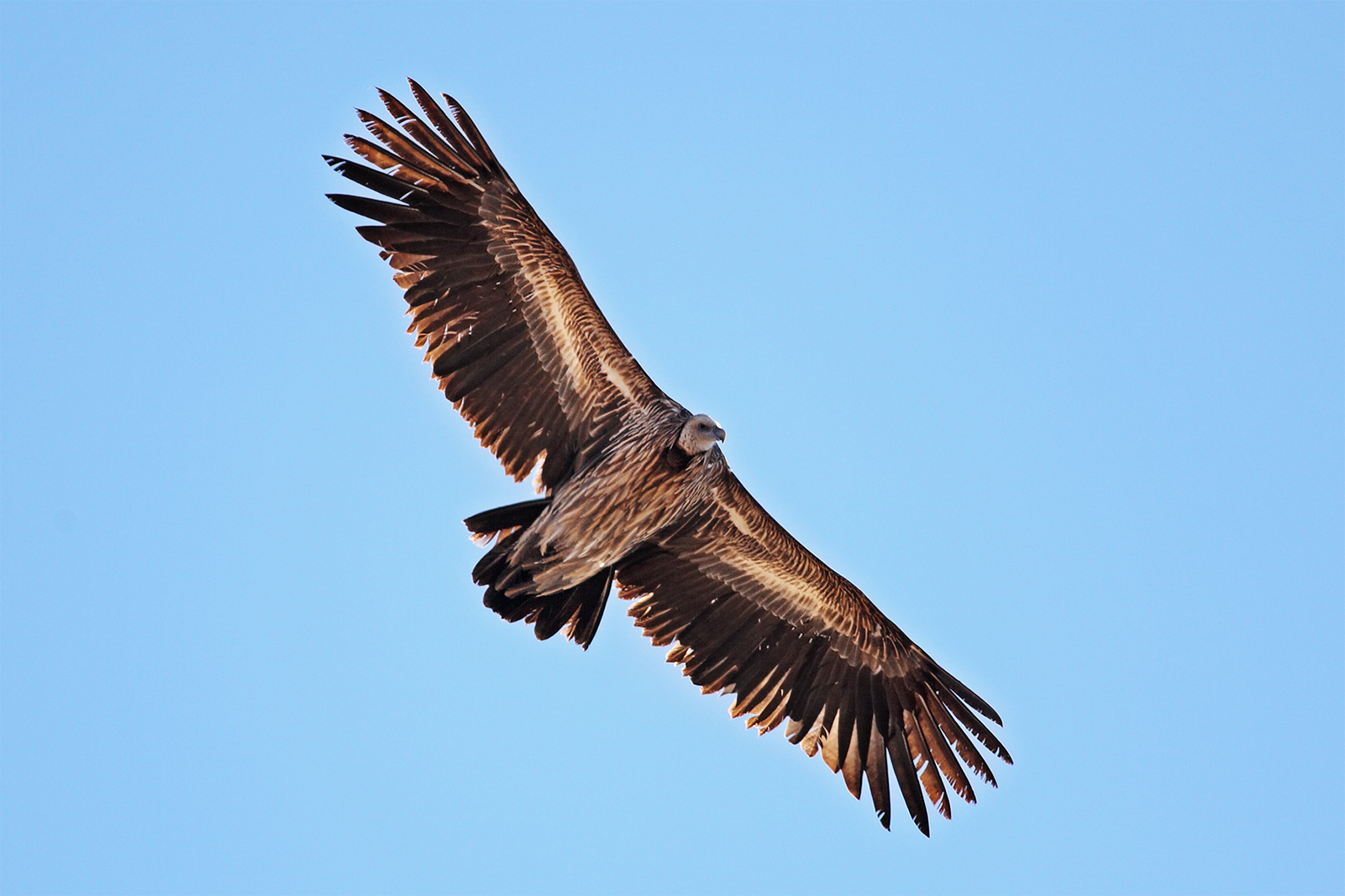
Un giovane in volo.

Si tratta di un avvoltoio di grandi dimensioni ed è forse l'uccello più grande e più pesante presente nell'Himalaya. Gli adulti hanno un folto collarino di colore marrone chiaro con strie bianche. Le penne che lo costituiscono sono lunghe e lanceolate. La testa è ricoperta di un sottile piumino, giallastro negli adulti ma biancastro negli esemplari immaturi. La regione ventrale e le copritrici del sottoala sono di un marrone molto chiaro o color camoscio, o addirittura quasi bianche in alcuni esemplari. Le zampe sono ricoperte da piume color camoscio e i piedi sono di colore variabile dal grigio-verdastro al bianco. La regione dorsale ha una colorazione uniforme, camoscio chiaro, con le penne della coda, le grandi copritrici esterne e le remiganti di un contrastante colore marrone scuro. Le secondarie interne sono più chiare all'estremità. La pelle facciale color azzurro chiaro è più chiara di quella azzurro scuro di Gyps fulvus, ma come in quest'ultimo il becco è giallastro. In volo le lunghe remiganti primarie vengono distese e sul sottoala appare evidente una striscia chiara sulle copritrici. Le penne delle ali e della coda sono scure e contrastano nettamente con il colore chiaro delle copritrici e del corpo, caratteristica che consente di distinguere facilmente questa specie dal grifone, di dimensioni leggermente inferiori. Le piume del corpo presentano strisce chiare sul rachide. Si distingue dal grifone indiano (G. indicus), che può presentare una colorazione simile, per le dimensioni maggiori e il becco più tozzo e robusto. Gli esemplari più giovani hanno il becco di colore chiaro e tendono ad avere strie bianco-camoscio sulle scapolari e le copritrici che contrastano nettamente con il marrone scuro della regione ventrale. Ha dimensioni simili a quelle dell'avvoltoio monaco (Aegypius monachus), che, pur avendo una lunghezza totale leggermente inferiore, presenta, negli esemplari più grandi, un peso superiore a quello del grifone dell'Himalaya. Nel grifone dell'Himalaya il peso è stato variabilmente riportato dai 6 kg degli esemplari più piccoli ai 12,5 kg di quelli più grandi. In seguito a una serie di misurazioni, il peso medio della specie è stato stimato sui 9 kg, ma può variare, a seconda delle condizioni, dagli 8 ai 12 kg. I dati riguardanti l'apertura alare variano moltissimo a seconda del metodo impiegato per la misurazione e si aggirano sui 2,56-3,1 m, lunghezza simile a quella rilevata nell'avvoltoio monaco.

## Distribuzione e habitat
La specie è presente prevalentemente nelle regioni più elevate dell'Himalaya, nel Pamir, in Kazakistan e nell'altopiano tibetano (vale a dire in Cina); i confini nord-occidentali dell'areale riproduttivo sono situati in Afghanistan e quelli meridionali in Bhutan. I giovani esemplari, tuttavia, possono disperdersi molto più a sud, ed esemplari erratici sono stati registrati in Thailandia, Birmania, Singapore e Cambogia.

## Biologia
Il grifone dell'Himalaya si incontra prevalentemente in prossimità dei dirupi, e i siti preferiti assumono la colorazione bianca dovuta alla regolare defecazione. Tende a non spingersi al di sotto dei 1215 m di quota. Spesso resta immobile sulle rocce, con le ali aperte, per scaldarsi al sole. Si sposta grazie alle correnti termiche e non è in grado di sostenere voli battuti. Gli stormi possono seguire le mandrie al pascolo su per le montagne alla ricerca di animali morti. Questo avvoltoio emette un suono simile a un sonaglio quando scende su una carcassa e può emettere grugniti o sibili presso i dormitori o quando si nutre di una carogna. È stato visto nutrirsi esclusivamente di carogne, e alcune di queste vengono consumate quando sono pressoché putrescenti. Sull'altopiano tibetano il 64% della dieta è costituito da yak domestici (Bos grunniens) morti. Predilige le vecchie carcasse, talvolta aspettando un paio di giorni in prossimità di un animale morto. Disdegna le interiora, che vengono prontamente mangiate da altri avvoltoi, e infatti mangia generalmente solo altre parti carnose. In passato, i grifoni dell'Himalaya si nutrivano con regolarità dei corpi umani lasciati esposti nei siti di sepoltura celeste. Il grifone dell'Himalaya tollera poco la vicinanza di spazzini appartenenti ad altre specie e generalmente assume una posizione dominante sugli altri saprofagi accorsi attorno a una carogna, ma a sua volta è subordinato a lupi (Canis lupus), leopardi delle nevi (Panthera uncia) e avvoltoi monaci. Durante un grosso festino, questi avvoltoi sono stati visti ripulire di tutta la carne una carcassa umana o di pecora in 30 minuti o uno yak in circa 120 minuti. Alcuni esemplari sono stati visti mangiare aghi di pino (Pinus roxburghii); la causa di questo comportamento è ignota, ma potrebbe essere correlata all'assunzione di nutrienti.
La stagione riproduttiva ha inizio in gennaio. Il nido è una piattaforma di ramoscelli posta sulla parete inaccessibile di una falesia. Nell'India nord-orientale sono stati registrati nidi tra 1215 e 1820 m di quota, mentre in Tibet queste strutture sono state trovate anche a 4245 m. Varie coppie possono nidificare sullo stesso fronte di una falesia, e ciascuna colonia comprende di solito tra cinque e sette coppie. I nidi sono relativamente piccoli nonostante le grandi dimensioni di questi uccelli e, sebbene divengano più grandi in seguito al ripetuto utilizzo, generalmente non diventano così imponenti come quelli di altri grandi Accipitridi. È stato registrato almeno un caso di un grifone dell'Himalaya che ha utilizzato un nido costruito da una coppia di avvoltoi barbuti (Gypaetus barbatus). Sull'altopiano tibetano, grifoni dell'Himalaya e avvoltoi barbuti sono stati visti nidificare a stretto contatto senza conflitto alcuno, il che è piuttosto sorprendente, dal momento che in casi simili riguardanti altri avvoltoi del Vecchio Mondo (avvoltoi barbuti compresi) si sono riscontrati numerose aggressioni e attacchi interspecifici. Ogni nidiata è costituita di solito da un unico uovo bianco segnato da macchioline rosse. Nell'India settentrionale le prime deposizioni sono state registrate il 25 dicembre e le ultime il 7 marzo. L'uovo ha guscio ruvido e forma ovale e misura 87-103,6 mm di altezza e 65–74 mm di larghezza, con una dimensione media di 94,8 × 70,1 mm. In cattività il periodo di incubazione è risultato di 54-58 giorni. Il piccolo rimane con i genitori per sei o sette mesi.

## Conservazione
I grifoni dell'Himalaya sono suscettibili alla tossicità causata dal diclofenac, un farmaco i cui residui nelle carcasse degli animali domestici hanno rapidamente portato sull'orlo dell'estinzione le popolazioni di altri avvoltoi del genere Gyps in tutta l'Asia.. Le popolazioni di grifone dell'Himalaya, tuttavia, non mostrano segni di rapido declino, sebbene riduzioni nel numero di esemplari nidificanti siano state notate in alcune zone del Nepal.